# École biblique et archéologique française de Jérusalem
L’École biblique et archéologique française de Jérusalem (EBAF) est un établissement français d’enseignement supérieur et de recherche spécialisé dans l’archéologie et l’exégèse biblique. Elle est fondée en 1890 par l’ordre dominicain près de la Vieille ville de Jérusalem (aujourd'hui en Israël, mais à l'est de la ligne verte de 1949).

## Localisation et description
L'EBAF se trouve au nord de la vieille ville de Jérusalem, du côté de la porte de Damas, à l'intérieur du couvent dominicain Saint-Étienne, situé route de Naplouse, n° 83-85.
Le domaine conventuel comporte des espaces de jardins et cinq bâtiments : 
- la basilique Saint-Étienne : elle remplace une chapelle du Ve siècle, qui a été construite par l'impératrice Eudoxie (vers 400-vers 460), épouse de Théodose II (empereur d'Orient de 408 à 450), et qui a reçu en 439 les reliques du protomartyr Étienne (liturgie de Jérusalem, saint Étienne), principal lieu de culte de ce saint à Jérusalem à l’époque byzantine ;
- un deuxième bâtiment, d'époque ottomane, qui abrite le laboratoire et le musée archéologique ;
- le couvent, qui abrite aussi la bibliothèque, la cartothèque et la photothèque ;
- l'école (salles de conférence, classes, logements des étudiants et des chercheurs) ;
- le cinquième bâtiment, ancienne porterie-conciergerie du couvent, héberge aujourd'hui des sœurs de la congrégation de la Miséricorde affectées au couvent Saint-Étienne.

La bibliothèque contient 250 000 volumes et la  photothèque 35 000 photographies anciennes de sites de la région, parfois sur plaques de verre.
De mars 1949 (fin de première guerre israélo-arabe) à juin 1967 (guerre des Six Jours), ce domaine se trouvait à Jérusalem-Est, alors sous occupation jordanienne, alors que Jérusalem-Ouest avait été conquise par l'armée israélienne.

## Histoire

### Vue d'ensemble
L’École biblique est fondée en 1890 sous le nom d’École pratique d’études bibliques par Marie-Joseph Lagrange (1855-1938), membre de l’ordre dominicain ou ordre des Prêcheurs.
Elle reçoit son nom actuel en 1920, à la suite de sa reconnaissance comme école archéologique française par l’Académie des inscriptions et belles-lettres.
En 1931, le Père Lagrange, âgé de 76 ans, doit reprendre la direction de l'école alors en pleine crise.
En janvier 2020, Emmanuel Macron est le premier président de la République française en exercice à visiter l'école ; il promet une aide financière pour son fonctionnement. En effet, 10 % du budget de l'Ebaf est versé par le ministère français des Affaires étrangères, le reste étant récolté auprès de mécènes ou encore grâce aux bourses d'études des doctorants.

### Relations avec le Saint-Siège
L'école et son fondateur ont longtemps été suspects aux yeux du Saint-Siège, alors que l'Église catholique devait faire face à la crise moderniste, le père Lagrange (avec d'autres chercheurs contribuant au renouveau des études bibliques) étant suspecté de modernisme.
Marie-Joseph Lagrange accepte, des décennies durant, de ne pas publier ses travaux et ceux de son équipe[réf. nécessaire]. L'école dut aussi être fermée un moment.[Quand ?]
L'opposition de l'époque entre les dominicains et les jésuites se traduit par la création de l'Institut biblique pontifical créé à Rome par le pape et confié aux jésuites en 1909, dans le but de concurrencer l'école de Jérusalem.
Les rapports se sont ensuite apaisés, notamment depuis l'encyclique Divino afflante Spiritu de 1943.

## Études

### Disciplines étudiées
Depuis sa création, l’École biblique a mené, de front et de manière complémentaire, des recherches archéologiques en Palestine (Palestine ottomane (1890-1922) ; Palestine mandataire (1922-1948) ; depuis 1948 : Israël et territoires palestiniens de Cisjordanie et de la bande de Gaza) et dans les pays voisins, et l’exégèse des textes bibliques.
Elle s’est distinguée dans les disciplines de l’épigraphie, de la linguistique sémitique, de l’assyriologie, de l’égyptologie, en archéologie et en histoire du Proche Orient ancien.

### Étude du site de Qumrân
À la suite de la découverte des premiers manuscrits de la mer Morte (1947), le Père Roland de Vaux est désigné par le département des Antiquités jordaniennes pour fouiller le site de Qumrân de 1951 à 1956.
Une équipe de biblistes de Jérusalem a beaucoup collaboré à l'exégèse et à la traduction des textes esséniens,.

### Organisation des études
Elle accueille pour une ou plusieurs années une trentaine d'étudiants doctorants en résidence. Elle est liée par des conventions avec plusieurs universités étrangères et collabore à Jérusalem avec le Studium Biblicum Franciscanum et l'Université hébraïque.
Elle est habilitée à conférer le diplôme canonique (doctorat) en Écriture sainte.

## Publications
Elle publie la Revue biblique, ainsi que des travaux spécialisés dans ses domaines d'excellence et des ouvrages adressés à un public plus large.

### LaBible de Jérusalem(1956)
Elle est à l'origine d'une traduction française de la Bible, la Bible de Jérusalem publiée pour la première fois en 1956, puis en 1973 et en 1998), qui allie qualité littéraire des traductions et rigueur critique.

### LaBible en ses traditions
Aujourd'hui, l'École biblique travaille sur un nouveau programme de recherche nommé La Bible en ses traditions (Bible in its Traditions) qui propose, à partir d'une interface en ligne présentée sous forme de rouleau, de pouvoir naviguer à travers les traductions traditionnelles des diverses versions de la Bible (hébraïque, grecque, latine, etc.),. La Bible en ses Traditions permettra d'explorer l'influence du texte dans la culture au fil des siècles (histoire, arts, etc.),,.

### LeDictionnaire Jésus(2021)
L'École a publié en 2021 un Dictionnaire Jésus de 1274 pages, résultat d'un travail collectif faisant la synthèse des travaux de dizaines de chercheurs d'âges, de disciplines, de nationalités et de confessions différentes, sous la direction du frère Renaud Silly (d) o.p.[pas clair]
Cet ouvrage apporte un regard renouvelé sur Jésus, en le restituant sur sa terre d'origine et au milieu de son peuple, montrant que tout en Jésus est juif, au sens que ce mot pouvait avoir vers 30 apr. J.-C.). Il accorde une large place à la personne du Christ[pas clair], à son enseignement et aux rites qui se réclament de lui.

## Personnalités

### Membres illustres
Parmi ses membres les plus illustres, outre le père Lagrange, on peut citer : 
- Marie-Émile Boismard o.p., Roland de Vaux o.p., Raymond-Jacques Tournay o.p., Louis-Hugues Vincent o.p., Pierre Benoit o.p., Justin Taylor s.m., Étienne Nodet o.p., Émile Puech ou Jean-Baptiste Humbert o.p.

### Directeurs
- 1890-1923 : Marie-Joseph Lagrange
- 1931-1935 : Marie-Joseph Lagrange (mort en 1938)
- 1945-1964 : Roland de Vaux
- 1964-1972 : Pierre Benoit
- 1972-1981 : Raymond-Jacques Tournay
- 1982-1984 : François Refoulé
- 1984-1990 : Jean-Luc Vesco
- 1990-1996 : Marcel Sigrist
- 1996-1999 : Claude Geffré
- 1999-2008 : Jean-Michel Poffet (d)
- 2008-2015 : Hervé Ponsot (d)
- 2015-2023 : Jean-Jacques Pérennès (d)[13],[14]
- depuis 2023 : Olivier Poquillon[15].

#### Ouvrages sur l'École biblique
- Collectif, Mémorial Lagrange : Cinquantenaire de l'école biblique et archéologique française de Jérusalem, 15 novembre 1890 - 15 novembre 1940, Paris, J. Gabalda, 1940 (ASIN B00B1EP0D6) (Notice BNF33477882)
- Jean-Luc Vesco (dir.), L'Ancien Testament : Cent ans d’exégèse à l’École biblique, Peeters, 1990, 220 p. (ISBN 978-2850210464)
- Jérôme Murphy-O'Connor (dir.), Le Nouveau Testament Cent ans d'exégèse à l’École biblique, II, Paris, J. Gabalda, 1990 (Notice BNF35288931)

#### Publications de l'École
- Collectif, La Bible de Jérusalem : La Sainte Bible (traduite en français sous la direction de l'École biblique de Jérusalem), Paris, Éditions du Cerf, 1988 (ISBN 978-2204014915)
- Jérôme Murphy-O'Connor, Le Nouveau Testament. Cent ans d'exégèse à l'École biblique, Paris, J. Gabalda, 1990.
- Ecole Biblique de Jerusalem, La Bible de Jérusalem, Paris, Presses Pocket, 2005, 2144 p., Poche (ISBN 978-2266130691)
- Frère Renaud Silly, Dictionnaire Jésus, Paris, Robert Laffont, collection « Bouquins », 2021, 1312 p., École biblique de Jérusalem (ISBN 978-2221221525)

#### Publications de documents des fonds de l'École
- (fr)(en) Ecole Biblique de Jerusalem, Catalogue de l'École Biblique et Archéologique Française de Jerusalem / Catalogue of the French Biblical and Archaeological School of Jerusalem, Brill Academic Pub, 2005, CD-Rom (ISBN 978-9004148482)
- Elias Sanbar, Jérusalem et la Palestine Photographies de l’École biblique de Jérusalem, Paris, Hazan, coll. « Photographie », 2013, 200 p. (ISBN 978-2754106153)
- (fr)(en)(ar) Ecole Biblique de Jerusalem, The Empire and the Kingdom : Jordan as seen by the École biblique et archéologique française de Jérusalem (1893-1935), Amman, Centre culturel français, 2006 (ASIN B00PE7IZTW) (Notice BNF471966744)

### Articles disponibles en ligne
- Laurent Zecchini, « A Jérusalem, dans les pas des Pères archéologues », sur Le Monde, 10 décembre 2010 (consulté le 23 novembre 2019)
- Michel De Jaeghere, « Père Olivier-Thomas Venard : « La Bible est moins un livre qu'une bibliothèque, recueil de mille ans d'écriture » », sur Le Figaro, 23 octobre 2016 (consulté le 27 novembre 2019)
- Michel De Jaeghere et Isabelle Schmitz, « Jésus-Christ, cet inconnu: peut-on réconcilier la foi, l’histoire et la raison ? », sur Le Figaro, 27 novembre 2019 (consulté le 28 novembre 2019)